# Дејвид Лин
Сер Дејвид Лин (енгл. Sir David Lean; Кројдон, 25. март 1908 — Лондон, 16. април 1991) био је енглески филмски редитељ, продуцент, сценариста и монтажер. Запамћен је по епским филмовима Мост на реци Квај (1957), Лоренс од Арабије (1962), Доктор Живаго (1965) и Пут за Индију (1984). Екранизовао је два романа Чарлса Дикенса Велика очекивања (1946) и Оливер Твист (1948). Позната је и његова романтична драма Кратак сусрет из 1945.
Лин је првобитно радио у очевој фирми да би се 1927. запослио у филмском студију као помоћник. Тридесетих година се бавио монтажом филмова, а 1942. је започео редитељску каријеру. Његови први филмови су били адаптације позоришних комада Ноела Кауарда попут остварења Ова срећна врста из 1944. и Кратак сусрет из 1945. Уследили су филмови снимљени по романима Чарлса Дикенса Велика очекивања (1946) и Оливер Твист (1948), у којима је главне улоге тумачио Линов дугогодишњи сарадник Алек Гинис. Филм Летње доба је његов први филм у боји, у потпуности снимљен у Венецији 1955. У њему Кетрин Хепберн глуми средовечну Американку која доживљава романсу на одмору у Италији.
Мост на реци Квај, са Вилијамом Холденом и Алеком Гинисом је филм који је остварио највећу зараду на биоскопским благајнама у Сједињеним Државама 1958. Освојио је неколико награда Америчке академије, укључујући награде за најбољи филм, режију и главну мушку улогу. Следећи филм „Лоренс од Арабије“ је поновио успех претходног и добио награде за најбољег редитеља и филм. Линов најкомерцијалнији филм је Доктор Живаго који се налази на осмом месту по заради у САД. Његова каснија остварења Рајанова кћи из 1970. и Пут за Индију из 1984. су такође освојила по две награде Америчке филмске академије.
Дејвид Лин је 1973. именован за Команданта Реда Британског царства, а 1984. је добио титулу витеза. Био је један од оснивача Британске филмске академије, а 1947. је постао њен први председник. Године 1990. му је уручена награда Америчког филмског института за животно дело. Освојио је три награде Златни глобус за најбољу режију. Његових 7 филмова се налази на листи 100 најбољих британских филмова коју је сачинио Британски филмски институт. Многи редитељи, попут Стивена Спилберга, Џорџа Лукаса, Стенлија Кјубрика, су навели Лина и његове филмове као највећу инспирацију за свој рад.
Био је у браку шест пута, има једног сина и двоје унучади, а разводио се пет пута. Његов последњи брак је трајао четири месеца.

## Младост
Лин је рођен у Кројдону, округ Сари (сада део Лондона), као син Франциса Вилијама ле Блонта Лина и Хелене рођене Тангје (нећаке Сер Ричарда Тревитика Тангјеа). Његови родитељи били су квекери и похађао је квекерску школу Лејтон Парк у Редингу, округ Беркшир. Његов млађи брат, Едвард Тангје Лин (1911—1974), основао је први књижевни клуб Инклингс, када је био студент на Оксфорду. Лин је био незаинтересован за школу, сањиве природе и сматран је „неуспешним” студентом. Напустио је школу као тинејџер да би се придружио очевој рачуноводственој фирми као приправник. Један догађај који је утицао на његову каријеру, у већој мери него његово формално образовање, био је поклон од стрица, када је у узрасту од десет година, добио Брауни камеру. „Обично у то време нико није давао дечацима камере док не би навршили 16 или 17 година. Био је то велики комплимент за мене и успео сам у томе.” Лин је сам умножавао и развијао своје филмове, и то је био његов „велики хоби”. Кад му је било 16 година, његов отац је напустио породицу и побегао са другом женом. Лин је касније следио сличан пут након свог првог брака и детета.

## Период као филмски монтажер
Досађујући се на послу, Лин проводи свако вече у биоскопу, и 1927. године, након што га је тетка саветовала да пронађе посао у којем би уживао, одлази у Гомон студио где ради месец дана као приправник без плате. Почео је као конобар, да би био унапређен у руковаоца групе, и убрзо добива место трећег помоћника режисера. До 1930 радио је као монтажер за филмске новости, укључујући и Gaumont Pictures i Movietone News. Његов прелазак на филмове почео је са филмом Слобода мора (1934) и Escape me Never (1935).
Монтирао је два филма Габриела Паскала заснована на позоришним представама Џорџа Бернарда Шоа, Пигмалион (1938) и Мајор Барбара (1941). Такође је монтирао Пауелов и Пресбергеров филм 49. паралела (1941) и Један од наших авиона недостаје (1942). Након овог последњег филма, Лин је започео своју каријеру режије, пошто је већ закључно са 1942. годином монтирао више од двадесет играних филмова. Антони Сломан је 1999. написао: „Дејвид Лин, Роберт Вајз, Теренс Фишер и Дороти Арзнер су доказали да је соба за филмску монтажу једноставно најбољи темељ за филмску режију.” Дејвид Лин је 1968. године добио почасно чланство у Удружењу британских филмских монтажера.

## Период као режисер
Његово прво остварење као режисер је био филм Боримо се на мору (1942) у сарадњи са Ноелом Ковардом, а након тога је прилагодио неколико Ковардових позоришних представа у успешне филмове. Међу њима су били Ова сретна раса (1944), Весели дух (1945) и Кратак сусрет (1945).
Затим следе прослављене адаптације романа Чарлса Дикинса Велика очекивања (1946) и Оливер Твист (1948). Ова два Дикенсова филма су били први у режији Лина и у главној улози Алека Гиниса, којег је Лин сматрао својом „амулетом”. Гинисов приказ Фагина био је контроверзан у то време. Прва пројекција филма у Берлину током фебруара 1949. увредила је преживелу јеврејску заједницу и довела је до нереда. Филм је изазвало протесте и у Њујорку, а након приватне пројекције, био је осуђен од стране Лиге против клевете и Одбора америчких рабина. „На наше изненађење филм је оптужен за ширење антисемитизма”, написао је Лин. „Претерано смо увеличали Фагина, а надали смо се да ће бити забавни јеврејски негативац.” Услови које је поставила цензура значили су да се пуштање филма у Сједињеним Америчким Државама одлаже до јула 1951, након чега је трајање филма смањено за осам минута.
Следећи филм у режији Лина је Страствени пријатељи (1949), филм који је био нетипичан за Лина, али је обележио његову прву сарадњу са Клодом Рејнсом, који се касније појавио у филму Лоренс од Арабије. Његова трећа супруга, глумица Ан Тод појављује се у филмовима Страствени пријатељи, Мадлен (1950) и Звучни зид (1952). Последњи од ових филмова настао је по сценарију писца Теренса Ретигана и био је први од укупно три Линова филма које је снимио за Лондон Филмс у власништву продуцента Сер Александра Корде. Затим следи Хобсонов Избор (1954), са Чарлсом Лотоном у главној улози, заснован на позоришном комаду Харолда Бригхауса.

## Међународна остварења
Филм Летње доба (1955) означио је нови преокрет за Лина. Иако је био деломично финансиран од стране Американаца, ипак је припао Кордином Лондон Филмсу. У главној улози се појављује Кетрин Хепберн као америчка жена средњих година која доживљава романсу за време одмора у Венецији. Филм је био у потпуности сниман на локацији.